# Famille Amadi
Pour les articles homonymes, voir Amadi (homonymie).
 (avril 2024).
Si vous disposez d'ouvrages ou d'articles de référence ou si vous connaissez des sites web de qualité traitant du thème abordé ici, merci de compléter l'article en donnant les références utiles à sa vérifiabilité et en les liant à la section « Notes et références ».
La famille Amadi (ou Amai) est une famille patricienne de Venise, originaire de Bavière, d'où elle a migré dans diverses villes italiennes.

## Historique
Une branche de cette famille originaire de Bavière est venue de Crémone à Venise en 820 et a disparu en 1826.
Une autre branche est venue de Lucques en 1210 ; elle faisait partie du Conseil dont elle a cependant été exclue à sa clôture en 1297.
Certains Amadi sont venus de Lucques au XIVe siècle avec des marchands de soie et des tisserands. Cette famille, même si elle est restée parmi les citoyens d'origine, a produit des hommes distincts dans la carrière ecclésiastique et dans la société civile. Il possédaient de nombreuses richesses et de nombreux bâtiments, dont l'un avec une arche en ogive sur le rio del Fontego dei Tedeschi à San Giovanni Grisostomo. Francesco Amadi reçut le rang de comte palatin avec ses frères et descendants, après qu'il eut logé dans 15 de ses maisons l'empereur Frédéric III, son épouse Leonora et leur suite en 1452.
Une autre maison des Amadi demeurait aux Tolentini, près du rio della Croce, où l'on retrouve une Corte dei Amai affichant leurs armes.
Enfin, le Sottoportico et la Corte degli Amai à San Paterniano ont également pris le nom de cette famille. Dans la Redecima de 1661, Elisabetta Amai, veuve de Francesco Capodilista notifie la possession de quatre maisons à cet endroit.

## Pour approfondir